# 威廉斯波特 (密歇根州)
威廉斯波特（英語：Williamsport）是位於美國密歇根州馬尼斯蒂縣奧內卡馬鎮區的一個非建制地區。

## 地理
威廉斯波特所處的海拔為高於海平面180米（即591英呎），而該地所採用的時區為UTC-5，即北美东部時區（EST）。同時該地設有夏令時間，為UTC-5調快一小時，即UTC-4（EDT）。